# Nyron Wau
Nyron Wau (Geldrop, 24 november 1982) is een Nederlands-Curaçaos voormalig voetballer die als aanvaller speelde. Hij is de jongere broer van Nuelson Wau.

## Loopbaan
Hij begon bij SV Braakhuizen en speelde in de jeugd van PSV.
Wau debuteerde voor PSV op 6 december 2001 in de UEFA Cupwedstrijd tegen PAOK Saloniki. Hij viel na 88 minuten in voor Dennis Rommedahl en kreeg een strafschop mee die door Mark van Bommel tot de 4-1 eindstand verwerkt werd. Hij werd verhuurd aan MVV Maastricht en Helmond Sport voor hij in 2005 overstapte naar RBC Roosendaal. Daar speelde hij een seizoen en kwam vervolgens twee seizoenen uit voor FC Den Bosch. Na een mislukt avontuur op Cyprus, maakte hij het seizoen 2007/08 af bij Helmond Sport. Hierna speelde Wau een half seizoen op amateurbasis voor AGOVV Apeldoorn. In Slowakije kwam hij vervolgens bij DAC 1904 Dunajská Streda niet veel aan bod in de Fortuna Liga. Medio 2010 ging hij naar Dijkse Boys. Die club kende echter financiële problemen en trok zich in november terug uit de Topklasse. Hij speelde van begin 2011 tot 2014 voor Lutlommel VV. Medio 2012 werd hij uitgeroepen tot beste speler van de Eerste Provinciale. Samen met zijn broer besloot hij zijn spelersloopbaan bij zijn jeugdclub SV Braakhuizen.
Wau was Nederlands jeugdinternational. In 2006 werd hij voor het eerst door Pim Verbeek geselecteerd voor het Nederlands-Antilliaans voetbalelftal maar haakte zelf af. In 2008 werd hij door Leen Looyen andermaal geselecteerd maar tot een wedstrijd van de Antillen kwam het niet. Zijn broer werd wel Antilliaans en Curaçaos international.
In 1994 was hij hoofdpersoon in het VPRO-programma 'Potje Sport'. Wau werd in 2021 hoofd jeugdopleidingen bij Helmond Sport waar hij reeds als jeugdtrainer werkzaam was.